# World Championship Tennis
World Championship Tennis Incorporated (WCT), var en organisation grundad 1967 av Lamar Hunt, Dave Dixon och Al Hill Jr med syftet att arrangera tennisturneringar för manliga professionella tennisspelare. Spelarna erhöll en särskild WCT-ranking efter resultatet i dessa turneringar.
Främst Lamar Hunt kom inom WCT att spela en stor roll för en internationell etablering av bärkraftiga professionella tennisturneringar. En huvudstrategi i detta arbete var att kontraktera de bästa amatörerna bland spelare världen över. I en första omgång kontrakterades 8 spelare, de australiska spelarna Tony Roche, John Newcombe, fransmannen Pierre Barthes, britten Roger Taylor, sydafrikanen Cliff Drysdale, amerikanerna Dennis Ralston och Butch Buchholz samt den jugoslaviske spelaren Nikola Pilić. Tillsammans utgjorde dessa spelare "the Handsome Eight".
WCT hade till en början bara måttlig framgång bland annat beroende på konkurrens från en annan organisation för professionella tennisspelare, National Tennis League. Organisationerna gick dock ihop inom WCT 1968. Främst mötte WCT motstånd från det internationella tennisförbundet, ITF, som vägrade att låta de professionella spelarna delta i Grand Slam (GS)-turneringar. Redan 1968 framtvingade WCT att deras spelare ändå skulle få delta i GS-turneringarna. Detta möjliggjordes efter att den ekonomiskt starka WCT-organisationen kontrakterat ytterligare ett antal av de bästa amatörerna. Inför denna dränering av goda amatörer blev hotet mot GS-turneringarna alltför stort varför ITF från våren 1968 tillät även proffs att delta i turneringarna. Därmed hade Open Era inletts. WCT utvecklade turneringsverksamheten successivt under 70- och 80-talen och framgången innebar kraftigt förbättrade villkor och ökade prispengar för spelarna.   
År 1990 upphörde WCT som organisation, varvid ATP-touren tog över ansvaret för att organisera de manliga professionella tennisturneringarna.   

## Dallas WCT, singelfinaler
I november 1971 spelades i Dallas, Texas, den första säsongsavslutande mästerskapsturneringen mellan de 8 högst rankade spelarna från den gångna WCT-säsongen. Turneringen kallades Dallas WCT och spelades sista gången 1989.  
| Årr  | Mästare          | Finalmotståndare (Runner-up) | Setsiffror              |
| ---- | ---------------- | ---------------------------- | ----------------------- |
| 1989 | John McEnroe     | Brad Gilbert                 | 6-3, 6-3, 7-6           |
| 1988 | Boris Becker     | Stefan Edberg                | 6-4, 1-6, 7-5, 6-2      |
| 1987 | Miloslav Mecir   | John McEnroe                 | 6-0, 3-6, 6-2, 6-2      |
| 1986 | Anders Järryd    | Boris Becker                 | 6-7, 6-1, 6-1, 6-4      |
| 1985 | Ivan Lendl       | Tim Mayotte                  | 7-6, 6-4, 6-1           |
| 1984 | John McEnroe     | Jimmy Connors                | 6-1, 6-2, 6-3           |
| 1983 | John McEnroe     | Ivan Lendl                   | 6-2, 4-6, 6-3, 6-7, 7-6 |
| 1982 | Ivan Lendl       | John McEnroe                 | 6-2, 3-6, 6-3, 6-3      |
| 1981 | John McEnroe     | Johan Kriek                  | 6-1, 6-2, 6-4           |
| 1980 | Jimmy Connors    | John McEnroe                 | 2-6, 7-6, 6-1, 6-2      |
| 1979 | John McEnroe     | Björn Borg                   | 7-5, 4-6, 6-2, 7-6      |
| 1978 | Vitas Gerulaitis | Eddie Dibbs                  | 6-3, 6-2, 6-1           |
| 1977 | Jimmy Connors    | Dick Stockton                | 6-7, 6-1, 6-4, 6-3      |
| 1976 | Björn Borg       | Guillermo Vilas              | 1-6, 6-1, 7-5, 6-1      |
| 1975 | Arthur Ashe      | Björn Borg                   | 3-6, 6-4, 6-4, 6-0      |
| 1974 | John Newcombe    | Björn Borg                   | 4-6, 6-3, 6-3, 6-2      |
| 1973 | Stan Smith       | Arthur Ashe                  | 6-3, 6-3, 4-6, 6-4      |
| 1972 | Ken Rosewall     | Rod Laver                    | 4-6, 6-0, 6-3, 6-7, 7-6 |
| 1971 | Ken Rosewall     | Rod Laver                    | 6-4, 1-6, 7-6, 7-6      |